# Svetega Petra Hrib
Svetega Petra Hrib – wieś w Słowenii, w gminie Škofja Loka. W 2018 roku liczyła 31 mieszkańców.